# Place du Pilori (Angers)
Pour les articles homonymes, voir place du Pilori.
La place du Pilori est une voie de la commune française d’Angers, entre la rue Lenepveu et la rue Saint-Étienne.

## Origine du nom
Le nom a été attribué au XVIe siècle en raison de l'exposition des malfaiteurs qui y était pratiqué.

## Bâtiments remarquables et lieux de mémoire
Plusieurs maisons anciennes à colombages et de style Renaissance embellissent la place. D'ailleurs, la place du Pilori est reliée à la rue du Canal, elle-même une voie datant du Moyen Âge, au vu de ses pavés.
Pendant la Révolution, la place était nommée la place de la Loi.

### Commerces
On trouve des brasseries et restaurants sur la place du Pilori, ainsi que d'autres commerces variés (maroquinerie, boulangerie, pharmacie, bureau-tabac, lingerie,...).
Des boutiques de mode y sont également installées comme Cache-Cache, Jack'son... Située au concours de la rue Pocquet de Livonnières, rue Saint-Étienne, rue du Mail, rue des Poëliers, rue du Canal et rue Lenepveu, elle permet l'accès à de nombreux commerces et restaurants/brasseries divers.

### Évènements

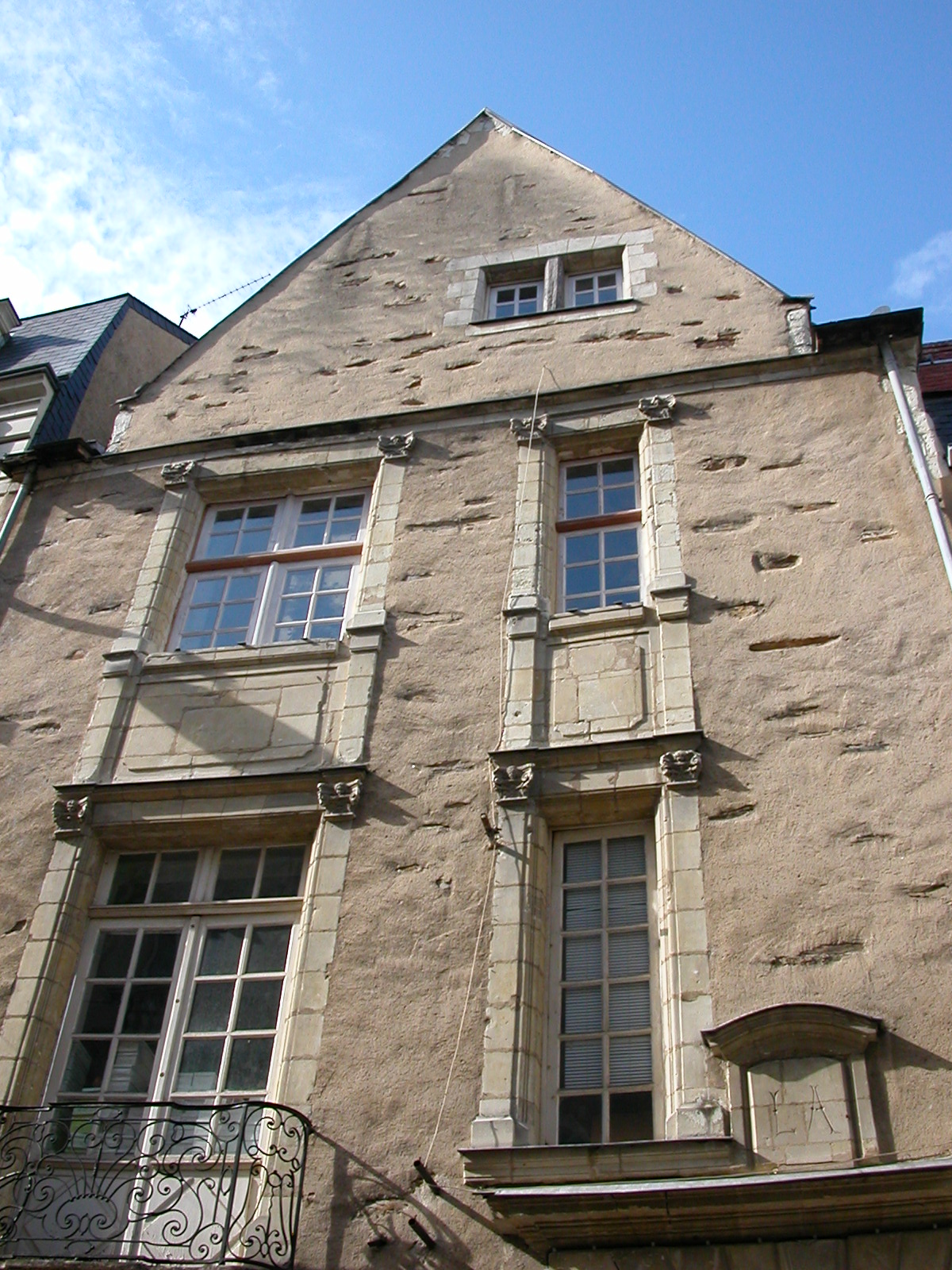
Les maisons anciennes de la place du Pilori.

En décembre, les chalets du marché de Noël d'Angers y sont implantés tout le long du mois. C'est souvent ici que les enfants trouvent leur bonheur avec les chalets à confiseries (chichis, gaufres, barbe à papa...) et de vente de produits du terroir.
En juin, la place est prise d'assaut par les groupes de rock pour la fête de la musique.
En septembre, selon les années, la place du Pilori peut être le lieu de certaines animations des Accroche-Cœurs.